# 泉州公交28路
泉州公交28路是中华人民共和国泉州市境内的一条公共交通线路，全程11.4公里。起讫点为温陵公交首末站至天湖路口，运营时间为温陵公交首末站：6:40-16:40；天湖路口：7:15-17:40

## 历史
- 2001年1月，泉州公交发展有限公司（公交集团前身）开通28路小公共汽车，该线系由20路拆分而来。初期运行区间为泉秀花园-柳洋村。初期运行时间为6:10-18:20。票价2元/人，使用车辆为20路调拨的4部峨眉牌小巴[2]
- 2004年8月，28路更换为4部亚星JS6730C79型柴油无空调公交车，并调整至泉州汽车站始发终到
- 2004年9月16日，因齐云路6公里处发生路面塌方，造成齐云路无法通行，28路缩线至军区汽修厂始发终到[3]
- 2005年10月1日，清源山齐云路道路修复完成，28路恢复至柳洋村始发终到[4]
- 2007年12月10日，因泉州大桥北桥头实行单向行驶。28路往柳洋村方向改为途径温陵南路、宝洲街、田安南路至泉秀街后原线行驶，而返程则调整为直行温陵南路至泉州汽车站[5]
- 2010年11月，28路接手并更换自36（现K307路）退下的1部大金龙XMQ6762NEG3型柴油空调公交车
- 2011年1月6日，因齐云路拓宽施工需要，28路取消途径齐云路靶场路口-柳洋村段，改为至军区汽修厂始发终到[6][7]
- 2011年11月15日，齐云路拓改施工完成，28路恢复至柳洋村始发终到，票价改为一票制2元/人[8][9]
- 2012年7月8日，泉州大桥北桥头取消单向行驶，28路往柳洋村取消途径宝洲街、田安南路，往泉州汽车站改为单向途径泉秀路、宝洲街、田安南路行驶[10]
- 2016年7月16日，根据市政府第102次常务会议通过的《泉州市“十三五”旅游业发展专项规划》要求，泉州公交自该日起每周日加密班次并增加2部机动车辆。周日运行班次调整为：泉州汽车站：6:40、7:40、8:10、8:40、9:40、10:10、10:40、11:40、12:10、12:40、13:40、14:10、14:40、15:40、16:10、16:40。柳洋村：7:40、8:40、9:10、9:40、10:40、11:10、11:40、12:40、13:10、13:40、14:40、15:10、15:40、16:40、17:10、17:40。[11][12]
- 2016年9月，28路接手并更换自40路退下的1部福达FZ6890UF3G3柴油空调公交车运行，并退下原配车辆至K508路，同时取消每周日加密运行的计划
- 2017年6月10日，28路票价由一票制¥2.0降为一票制¥1.0[13]
- 2017年7月30日，受台风纳沙及其所带来的影响，28路当日仅在泉州汽车站-齐云路口之间运行。次日恢复运行至柳洋村。[14]
- 2018年10月20日，28路更换为1部大金龙XMQ6802AGBEVL2型空调电动巴士，原有1部FZ6890UF3G3封存
- 2019年5月17日，因连续强降雨的影响，28路停运一日。[15][16]
- 2020年1月30日，受新型冠状病毒肺炎防控要求影响。28路自当日0:00起暂停运行，恢复时间待定。
- 2020年2月17日，28路自该日起恢复运营。
- 2021年9月16日，受清源山风景区疫情防控需要关闭影响。28路临时调整至少林寺后门始发终到。取消途径靶场路口、瑞像岩、水流坑、天湖路口、微波站、福鼎村口、柳洋村至9月30日。
- 2021年10月1日，28路恢复途径靶场路口、瑞像岩、水流坑、天湖路口、微波站、福鼎村口、柳洋村。
- 2022年3月16日，因疫情防控要求暂停中心市区范围内所有公交线路运营。28路自当日首班起再次暂停运营至4月17日。[17]
- 2022年4月18日，28路恢复运营。[18]
- 2022年12月30日，因泉州汽车站已停止运营，自该日起原泉州汽车站更名为温陵公交首末站。[19]
- 2023年5月15日，因齐云路道路施工，28路自该日起临时取消途径军区汽修厂、少林寺后门。改为途径北清东路、泉山路、花博路、北山路至靶场路口后原线行驶，其它不变。[20]
- 2023年9月30日，28路自该日起恢复途径汽修厂、少林寺后门。取消途径北清东路、泉山路、花博路、北山路。
- 2023年11月30日，自该日起28路推行定点到站服务。[21]
- 2024年2月1日，28路接手并更换1部自17路退下的福田BJ6851EVCA-30型空调电动巴士，原配XMQ6802AGBEVL2停备。
- 2024年9月2日，因齐云路天湖路口至南台岩段道路施工。28路临时取消途径微波站、福鼎村口、柳洋村，其它不变。
- 由于该线途径的齐云路位于清源山风景区内部，途径天湖路口前需经景区管理方查票，非柳洋村村民、无清源山年票者乘坐该线进入清源山景区，将被要求下车购票（¥70/人）

## 站点
| 路线 | 路线 | 路线 | 所在地区、街道 | 所在地区、街道 | 站点名             | 备注                   |
| ---- | ---- | ---- | -------------- | -------------- | ------------------ | ---------------------- |
|      |      |      | 鲤城区         | 温陵南路       | 温陵公交首末站     | 起讫站 原名 泉州汽车站 |
|      |      |      | 鲤城区         | 温陵南路       | 海关大楼           |                        |
|      |      |      | 鲤城区         | 温陵北路       | 温陵路中段         | 原名 公交车站          |
|      |      |      | 鲤城区         | 温陵北路       | 九一街口           | 君龙人寿               |
|      |      |      | 鲤城区         | 温陵北路       | 东湖公园           |                        |
|      |      |      | 丰泽区         | 东湖街         | 泉州华侨历史博物馆 | 原名 东湖影院          |
|      |      |      | 丰泽区         | 少林路         | 柑舍头             |                        |
|      |      |      | 丰泽区         | 少林路         | 圣福花苑           |                        |
|      |      |      | 丰泽区         | 齐云路         | 军区汽修厂         |                        |
|      |      |      | 丰泽区         | 齐云路         | 少林寺后门         |                        |
|      |      |      | 丰泽区         | 齐云路         | 靶场路口           |                        |
|      |      |      | 丰泽区         | 齐云路         | 瑞像岩             |                        |
|      |      |      | 丰泽区         | 齐云路         | 水流坑             |                        |
|      |      |      | 丰泽区         | 齐云路         | 天湖路口           | 起讫站                 |

## 票价
28路为一票制，票价¥1.0。
- 泉通卡普通卡9折，月票卡、敬老卡、爱心卡优惠功能有效
- 可使用泉城通APP及支付宝、云闪付、微信乘车码支付

## 配车
28路配车数总计1部，其中：
- 福田BJ6851EVCA-30  1部

- 亚星JS6730C79
（2004.1 - 2010.11）
- 大金龙XMQ6762NEG3
（2010.11 - 2016.9）
- 福达FZ6890UF3G3
（2016.9 - 2018.10）
- 大金龙XMQ6802AGBEVL2
（2018.10 - 2024.1）

## 相关
- 泉州公交线路列表
- 泉州公交20路